# Chris Haywood
Christopher Charles «Chris» Haywood (Billericay, 24 de julio de 1948) es un actor inglés, conocido principalmente por sus participaciones en cine, televisión y teatro.

## Biografía
Chris salió con la actriz Wendy Hughes con quien tuvo una hija, Charlotte Haywood.

## Carrera
En 1974 apareció por primera vez en la serie Homicide donde interpretó a Dave Walters en el episodio "You've Got to Do Something", más tarde en 1976 apareció nuevamente en la serie ahora interpretando a Greg Ferguson durante el episodio "Third Generation".
En 1975 dio vida a Pete Williams en la serie Matlock Police, anteriormente en 1974 había interpretado a Jeff en el episodio "The Germ Bomb". En 1982 apareció en la película Attack Force Z donde interpretó al marinero Sparrer Bird.
En 1991 se unió al elenco de la serie Boys from the Bush donde interpretó al empresario Dennis Tontine hasta el final de la temporada en 1992. En 1995 apareció en la serie Fire donde interpretó al detective sargento mayor de la policía Ron Chandler.
En 1998 pareció como invitado en la serie Good Guys Bad Guys donde interpretó al padre Frank Conroy durante el episodio "You Say Etics, I Say Ethics"
En el 2002 apareció en la serie médica All Saints como Peter Buchanan, posteriormente apareció de nuevo en la serie en el 2009 donde interpretó a Neil durante el episodio "Yet Another Reality Check".
En el 2004 apareció en la serie policíaca Stingers donde interpretó a Stevey Dawes, anteriormente había aparecido por primera vez en la serie en 1999 donde interpretó a A.J. Blackburn en el episodio "Men in the Dark".
En el 2007 se unió al elenco recurrente de la popular serie australiana Home and Away donde interpretó a Bruce Campbell el abuelo de Geoff Campbell y Annie Campbell, luego de que su personaje muriera al desplomarse en su granja. Anteriormente había aparecido por primera vez en la serie en 1997 donde interpretó al doctor Foster durante el episodio # 1.2223.
Ese mismo año apareció en las series norteamericanas The Starter Wife donde interpretó al señor Lewis y en la serie de terror Nightmares & Dreamscapes: From the Stories of Stephen King donde dio vida al doctor Bogner.
En el 2010 apareció en la exitosa miniserie The Pacific interpretando a John Leckie.
En el 2012 interpretó a un fiscal en la serie australiana Rake.
El 18 de junio de 2013 apareció como invitado en la popular serie australiana Neighbours donde interpretó a Dave, un hombre que se hizo pasar por Walter Mitchell, el tío de Sonya Mitchell para robarle dinero, hasta el 10 de julio del mismo año después de que Dave decidiera irse al no poder seguir con sus mentiras.

## Filmografía

### Series de Televisión
| Año         | Serie                          | Personaje          | Notas                                        |
| ----------- | ------------------------------ | ------------------ | -------------------------------------------- |
| 2018        | Harrow                         | Connelly           | episodio "Finis Vitae Sed Non Amoris"        |
| 2017        | Wolf Creek                     | Tom                | episodio "Journey"                           |
| 2017        | The Letdown                    | Gene               | 2 episodios                                  |
| 2016        | Secret City                    | Lloyd Rankin       | 2 episodios                                  |
| 2016        | Black Comedy                   | Elenco Invitado    | episodio # 2.5                               |
| 2012 - 2016 | Rake                           | Juez Beirworth     | 3 episodios                                  |
| 2013        | Redfern Now                    | Doctor             | episodio "Dogs of War"                       |
| 2013        | Neighbours                     | Walter Mitchell    | 10 episodios                                 |
| 2013        | Top of the Lake                | Jock               | episodio # 1.2 - miniserie                   |
| 2010        | The Pacific                    | John Leckie        | 2 episodios - miniserie                      |
| 2009        | My Place                       | Mr. O'Sullivan     | 2 episodios                                  |
| 2007        | Home and Away                  | Bruce Campbell     | 31 episodios                                 |
| 2007        | The Starter Wife               | Mr. Lewis          | episodio "Hour 1"                            |
| 2006        | Nightmares & Dreamscapes       | Dr. Bogner         | episodio "The Road Virus Heads North"        |
| 2004        | Stingers                       | Stevey Dawes       | episodio "Brave New World"                   |
| 2003        | Fat Cow Motel                  | Rey Roy            | episodio #1.9                                |
| 2000 - 2003 | Grass Roots                    | George Hasnakov    | 18 episodios                                 |
| 2002        | All Saints                     | Peter Buchanan     | 12 episodios                                 |
| 2001        | Mcleod's Daughters             | Bob                | 3 episodios                                  |
| 2001        | BackBerner                     | Stanley Trundle    | episodio #1.130                              |
| 1999 - 2000 | Farscape                       | Sorcerer Maldis    | 2 episodios                                  |
| 1999        | Wildside                       | Jim Summers        | episodio # 2.17                              |
| 1996 - 1998 | House Gang                     | Mike               | 10 episodios                                 |
| 1998        | Good Guys Bad Guys             | Frank Conroy       | episodio "You Say Etics, I Say Ethics"       |
| 1997        | Murder Call                    | Jack Telfer        | episodio "Hot Shot"                          |
| 1997        | Frontier                       | Ward Stephen       | miniserie                                    |
| 1996        | Water Rats                     | Peter Anderson     | episodio "Wrecked"                           |
| 1996        | Sun on the Stubble             | Conductor del Tren | miniserie                                    |
| 1996        | Naked: Stories of Men          | Bish               | episodio "Fisherman's Wake"                  |
| 1996        | Pacific Drive                  | Bill Garland       | -                                            |
| 1996        | Snowy River: The McGregor Saga | Morell             | 2 episodios                                  |
| 1994 - 1995 | Janus                          | Michael Kidd       | 24 episodios                                 |
| 1995        | Fire                           | Det. Ron Chandler  | episodio "Glory Days"                        |
| 1993        | G.P.                           | Jack Molineaux     | episodio "One Perfect Day"                   |
| 1991 - 1992 | Boys from the Bush             | Dennis Tontine     | 19 episodios                                 |
| 1986        | Cyclone Tracy                  | Steve              | miniserie                                    |
| 1984        | Waterfront                     | Ernie              | miniserie                                    |
| 1984        | Five Mile Creek                | McCrea             | episodio "Home and Away"                     |
| 1983        | Return to Eden                 | Jason Peebles      | 2 episodios                                  |
| 1982        | A Country Practice             | Duke               | 2 episodios                                  |
| 1981        | Women of the Sun               | Alf                | miniserie - segmento "2: Maydina the Shadow" |
| 1981        | Holiday Island                 | Cosmos             | episodio "Mother's Revenge"                  |
| 1980        | The Timeless Land              | Johnny             | miniserie                                    |
| 1979        | Patrol Boat                    | Parkes             | episodio "Follow the Leader"                 |
| 1979        | Jokes                          | Varios Personajes  | -                                            |
| 1978        | Glenview High                  | Blue               | episodio "Easy Money"                        |
| 1978        | Against the Wind               | John Leary         | miniserie - episodio "The Tree of Liberty"   |
| 1977        | Bluey                          | Chris              | episodio "The Wrong Coffin"                  |
| 1976        | The Sullivans                  | -                  | -                                            |
| 1976        | Alvin Purple                   | Rod "Spike" Morley | 13 episodios                                 |
| 1976        | Rush                           | Crew               | episodio "La Belle France"                   |
| 1976        | Homicide                       | Greg Ferguson      | episodio "Third Generation"                  |
| 1975        | Shannon's Mob                  | Richard Pollard    | episodio "Mixed Doubles"                     |
| 1975        | Matlock Police                 | Pete Williams      | episodio "The Contessa"                      |
| 1975        | Quality of Mercy               | Kurt               | episodio "Send Him on His Way Rejoicing"     |
| 1972        | The Aunty Jack Show            | -                  | 2 episodios                                  |

### Películas
| Año  | Título                                  | Personaje                   | Notas                                                                                             |
| ---- | --------------------------------------- | --------------------------- | ------------------------------------------------------------------------------------------------- |
| 2014 | Wedding of the Year                     | Bede                        | junto a Maeve Dermody, Deborah Mailman, Colin Friels, Heather Mitchell & Noni Hazlehurst          |
| 2014 | The Bugle's Call                        | Bluebroker                  | corto - junto a Kieran McKinnirey & Ronan Banks                                                   |
| 2014 | Love is Now                             | Ben                         | junto a Eamon Farren, Claire van der Boom, Anna Torv, Dustin Clare & Rodger Corser                |
| 2013 | Return to Nim's Island                  | Grant                       | junto a Bindi Irwin, Toby Wallace, John Waters, Matthew Lillard, Jack Pearson & Sebastian Gregory |
| 2013 | The Interviewer                         | Paul Dexter                 | corto - junto a Brendan Donoghue, Winston Cooper & Laurence Brewer                                |
| 2012 | Dangerous Remedy                        | Sir Arthur Rylah            | junto a Susie Porter, Maeve Dermody, Peter O'Brien, Nicholas Bell, Gary Sweet & Caroline Craig    |
| 2011 | Swerve                                  | Armstrong                   | junto a Emma Booth, Travis McMahon, Vince Colosimo, Roy Billing & Robert Mammone                  |
| 2011 | Busong                                  | Landowner                   | junto a Alessandra de Rossi, Clifford Bañagale & Dax Alejandro                                    |
| 2011 | Sleeping Beauty                         | Hombre                      | junto a Rachael Blake, Emily Browning, Peter Carroll, Michael Dorman & Mirrah Foulkes             |
| 2010 | Savages Crossing                        | Chris                       | junto a Sacha Horler, John Jarratt, Craig McLachlan & Jessica Napier                              |
| 2010 | Beneath Hill 60                         | Coronel Wilson Rutledge     | junto a Brendan Cowell, Aden Young, Gyton Grantley, Warwick Young & Anthony Hayes                 |
| 2009 | The Boys Are Back                       | Tom                         | junto a Clive Owen, Emma Booth, Laura Fraser, Erik Thomson, Nathan Page & Emma Lung               |
| 2009 | False Witness                           | Browning                    | junto a Dougray Scott, Richard Roxburgh, Don Hany, Stephen Curry & Alin Sumarwata                 |
| 2009 | Correspondence                          | Quentin Samuels             | cortometraje                                                                                      |
| 2008 | The Last Confession of Alexander Pearce | Robert Knopwood             | junto a Adrian Dunbar, Ciarán McMenamin, Don Hany, Dan Wyllie & Socratis Otto                     |
| 2008 | The View from Greenhaven                | Dashiell                    | junto a Steve Bisley, Wendy Hughes, Susan Prior, Russell Dykstra & Geoff Morrell                  |
| 2008 | Salvation                               | Arquitecto                  | junto a Wendy Hughes, Bruce Myles, Natasha Novak & Kim Gyngell                                    |
| 2008 | A Pretty Penny                          | Jack                        | corto - junto a Max Cullen                                                                        |
| 2008 | The Weight of Sunken Treasure           | Michael Dooley              | corto - junto a Renai Caruso & Michael Dorman                                                     |
| 2008 | You Better Watch Out                    | Santa                       | corto - junto a Dan Wyllie, Stephen Curry & Caitlin McDougall                                     |
| 2007 | Swing                                   | -                           | corto - junto a Bianca de Meyrick & Lachlan Mantell                                               |
| 2006 | Solo                                    | -                           | junto a Cameron Ambridge, Tony Barry, Vince Colosimo, Colin Friels & Paul Gleeson                 |
| 2006 | Vend                                    | Mecánico                    | corto - junto a Christopher Baker, Matt Dyall & Christopher Heaslip                               |
| 2006 | The Water Diary                         | Invitado                    | corto - junto a Alice Englert, Geneviève Lemon, Justine Clarke & Russell Dykstra                  |
| 2006 | Jindabyne                               | Gregory                     | junto a Gabriel Byrne, Laura Linney, John Howard, Deborra-Lee Furness, Max Cullen & Eva Lazzaro   |
| 2006 | Hotel Vladivostok                       | Hombre                      | corto - junto a Ria Irawan, Ivan Isyanov & Shozo Sakai                                            |
| 2005 | Jewboy                                  | Sam                         | junto a Saskia Burmeister, Leah Vandenberg & Ewen Leslie                                          |
| 2005 | Adrift                                  | Albert                      | corto - junto a Paul Kelman & Helen O'Leary                                                       |
| 2004 | Through My Eyes                         | Des Sturgess Q.C.           | junto a Miranda Otto, Craig McLachlan, Peter O'Brien, Steven Vidler, Grant Bowler & Nadine Garner |
| 2004 | BlackJack: Sweet Science                | Wayne Tippet                | junto a Colin Friels, Vince Colosimo, Alex O'Loughlin, Anthony Hayes & Nash Edgerton              |
| 2004 | The Widower                             | Neville                     | junto a Tony Barry, Matt Dyall & Ben Harkin                                                       |
| 2004 | Salem's Lot                             | -                           | junto a Rob Lowe, Donald Sutherland, Robert Mammone, Penny McNamee & Brendan Cowell               |
| 2004 | Human Touch                             | Edward                      | junto a Jacqueline McKenzie, Aaron Blabey, Rebecca Firth, Aden Young & Simon McBurney             |
| 2003 | Lennie Cahill Shoots Through            | Twink                       | junto a Tony Barry, Diana Glenn, Steven Vidler & Gary Waddell                                     |
| 2003 | Paradise Found                          | Charles Arnaud              | junto a Kiefer Sutherland, Alun Armstrong, Nastassja Kinsk, Thomas Heinze & Nicholas Hope         |
| 2003 | Subterano                               | Cleary                      | junto a Alex Dimitriades, Tasma Walton, Alison Whyte & Jason Stojanovski                          |
| 2002 | Stuffed Bunny                           | Padre de Marcus             | corto - junto a Ryan Johnson, Russell Dykstra, Michael Dorman, Marshall Napier & Jessica Napier   |
| 2002 | The Nugget                              | Doug                        | junto a Eric Bana, Stephen Curry, Belinda Emmett, Vince Colosimo, Max Cullen & Linda Cropper      |
| 2002 | Black and White                         | Detective Sargento Karskens | junto a Robert Carlyle, Colin Friels, Ben Mendelsohn, Bille Brown & Roy Billing                   |
| 2001 | My Husband My Killer                    | George Cannellis            | junto a Colin Friels, Craig McLachlan, Tara Morice, Bridie Carter, Linda Cropper & Abi Tucker     |
| 2001 | The Day of the Roses                    | Informante                  | junto a Stephen Curry, Helen Dallimore, Gigi Edgley, Rebecca Gibney & Peter O'Brien               |
| 2001 | The Diaries of Vaslav Nijinsky          | Oscar                       | junto a Derek Jacobi, Delia Silvan & Hans Sonneveld                                               |
| 2001 | One Night the Moon                      | Sargento                    | junto a Paul Kelly, Memphis Kelly & David Field                                                   |
| 2000 | The Monkey's Mask                       | Dad Fitzpatrick             | junto a Marton Csokas, Susie Porter, John Noble, Brendan Cowell & Bojana Novakovic                |
| 2000 | Innocence                               | Ministro                    | junto a Julia Blake, Robert Menzies & Marta Dusseldorp                                            |
| 2000 | Muggers                                 | George Roy Rogers           | junto a Jason Barry, Petra Yared, Rob Carlton, Matt Day, Marshall Napier & Nicola Charles         |
| 1999 | Molokai: The Story of Father Damien     | Clayton Strawn              | junto a David Wenham, Derek Jacobi, Sam Neill, Peter O'Toole, Tom Wilkinson & Aden Young          |
| 1999 | Change of Heart                         | Harry                       | junto a Tony Barry, Grant Bowler, Jerome Ehlers & Roxane Wilson                                   |
| 1997 | Oscar and Lucinda                       | Mr. Judd                    | junto a Ralph Fiennes, Cate Blanchett, Tom Wilkinson, Richard Roxburgh & Geoffrey Rush            |
| 1997 | Fable                                   | Flagg                       | junto a Simon Westaway, Melissa George, Marta Dusseldorp & Peter Hardy                            |
| 1997 | Blackrock                               | Detective Sargento Wilansky | junto a Linda Cropper, Simon Lyndon, Justine Clarke, Essie Davis, Bojana Novakovic, John Howard   |
| 1997 | Kiss or Kill                            | Detective Hummer            | junto a Frances O'Connor, Matt Day, Barry Otto, Max Cullen & Barry Langrishe                      |
| 1997 | One Way Ticket                          | Bertie                      | junto a Peter Phelps, Rachel Blakely & Jane Hall                                                  |
| 1996 | Lust and Revenge                        | George Oliphant             | junto a Nicholas Hope, Claudia Karvan, Robert Menzies, Max Gillies & Wendy Hughes                 |
| 1996 | Shine                                   | Sam                         | junto a Geoffrey Rush, Sonia Todd, Ella Scott Lynch, Nicholas Bell & Noah Taylor                  |
| 1996 | Cabbie of the Year                      | -                           | corto - junto a Steve Adams & Simon Hill                                                          |
| 1995 | Singapore Sling: Old Flames             | Sonny                       | junto a John Waters, Priscilla Barnes, Ray Barrett & Simon Bossell                                |
| 1994 | Muriel's Wedding                        | Ken Blundell                | junto a Roz Hammond, Toni Collette, Dan Wyllie, Rachel Griffiths & Matt Day                       |
| 1994 | Exile                                   | Sacerdote                   | junto a Aden Young, Claudia Karvan, Barry Otto, Hugo Weaving & Tony Llewellyn-Jones               |
| 1994 | Bernie's Magic Moment                   | Bernie                      | cortometraje                                                                                      |
| 1993 | The Feds: Betrayal                      | Daniel "Mac" McIntyre       | junto a Robert Taylor, Angie Milliken, Peter Phelps, Tammy MacIntosh & Brian Vriends              |
| 1993 | Touch Me                                | Claude                      | corto - junto a Claudia Karvan, Barry Otto, David Field & Norman Kaye                             |
| 1992 | Alex                                    | Mr. Jack                    | junto a Lauren Jackson, Josh Picker, Cathy Godbold & Bruce Phillips                               |
| 1992 | The Nun and the Bandit                  | Michael Stanley             | junto a Norman Kaye, Tony Llewellyn-Jones & Robert Menzies                                        |
| 1992 | The Last Man Hanged                     | Sheriff                     | junto a Colin Friels, Lewis Fitz-Gerald, Angie Milliken & Graham Harvey                           |
| 1991 | A Woman's Tale                          | Jonathan                    | junto a Gosia Dobrowolska, Norman Kaye, Max Gillies & Tony Llewellyn-Jones                        |
| 1991 | Sweet Talker                            | Gerald Bostock              | junto a Bryan Brown, Karen Allen, Justin Rosniak & Bruce Spence                                   |
| 1990 | Quigley Down Under                      | Mayor Ashley-Pitt           | junto a Tom Selleck, Laura San Giacomo, Alan Rickman & Ben Mendelsohn                             |
| 1990 | Aya                                     | Mac                         | junto a Eri Ishida, Nicholas Eadie & Tim Robertson                                                |
| 1990 | Golden Braid                            | Bernard                     | junto a Gosia Dobrowolska, Norman Kaye & Robert Menzies                                           |
| 1990 | Call Me Mr. Brown                       | Peter Macari                | junto a Bill Hunter, John Polson, Patrick Frost & Max Cullen                                      |
| 1990 | Plead Guilty, Get a Bond                | -                           | corto - junto a Lillian Crombie & Dennis Miller                                                   |
| 1989 | Island                                  | Janis                       | junto a Irene Papas, Eva Sitta, Anoja Weerasinghe & Norman Kaye                                   |
| 1988 | Emerald City                            | Mike McCord                 | junto a Nicole Kidman, Robyn Nevin & Nicholas Hammond                                             |
| 1988 | The Navigator: A Mediaeval Odyssey      | Arno                        | junto a Bruce Lyons, Marshall Napier & Noel Appleby                                               |
| 1988 | Manifesto                               | Wango                       | junto a Alfred Molina, Simon Callow, Lindsay Duncan, Rade Serbedzija & Gabrielle Anwar            |
| 1988 | Warm Nights on a Slow Moving Train      | Jefe de Estación            | junto a Wendy Hughes, Colin Friels, Norman Kaye, John Clayton & Lewis Fitz-Gerald                 |
| 1988 | A Day and a Half                        | -                           | junto a Renée Geyer, Richard Jacob & Patrick Ward                                                 |
| 1988 | The First Kangaroos                     | James Giltinan              | junto a Dennis Waterman, Jim Carter & Wayne Pygram                                                |
| 1987 | The Tale of Ruby Rose                   | Henry Rose                  | junto a Melita Jurisic, Rod Zuanic & Martyn Sanderson                                             |
| 1987 | Don Quixote of La Mancha                | -                           | junto a Robert Helpmann, Phillip Hinton, Peter Kaye & Keith Robinson                              |
| 1987 | The Bit Part                            | Michael Thornton            | junto a John Wood, Katrina Foster, Nicole Kidman, Deborra-Lee Furness & Maureen Edwards           |
| 1986 | Dogs in Space                           | Hombre                      | junto a Michael Hutchence, Deanna Bond & Nique Needles                                            |
| 1986 | Malcolm                                 | Willy                       | junto a Colin Friels, Lindy Davies & Charles Tingwell                                             |
| 1986 | King Solomon's Mines                    | -                           | junto a Tom Burlinson, John Meillon & Arthur Dignam                                               |
| 1986 | Double Sculls                           | Paul Weber                  | junto a Judi Farr, Vanessa Downing & Vincent Ball                                                 |
| 1985 | Burke & Wills                           | Tom McDonagh                | junto a Jack Thompson, Nigel Havers, Greta Scacchi & Drew Forsythe                                |
| 1985 | A Street to Die                         | Col Turner                  | junto a Brett Climo, Jennifer Cluff & Arianthe Galani                                             |
| 1985 | The Coca-Cola Kid                       | Kim                         | junto a Eric Roberts, Greta Scacchi, Kris McQuade, Max Gillies & Tony Barry                       |
| 1984 | Strikebound                             | Wattie Doig                 | junto a John Howard, Carol Burns & Hugh Keays-Byrne                                               |
| 1984 | Razorback                               | Benny Baker                 | junto a Gregory Harrison, Bill Kerr, John Howard, Judy Morris & John Ewart                        |
| 1984 | The Great Gold Swindle                  | Peter Duvnjak               | junto a John Hargreaves, Steve Jodrell, Tony Rickards & Paul Conti                                |
| 1983 | The Return of Captain Invincible        | Maitre D'                   | junto a Alan Arkin, Christopher Lee, Bill Hunter, Michael Pate, John Bluthal & Max Cullen         |
| 1983 | Man of Flowers                          | David                       | junto a Norman Kaye, Julia Blake & Werner Herzog                                                  |
| 1982 | Lonely Hearts                           | Detective                   | junto a Wendy Hughes, Norman Kaye, Julia Blake, Jonathan Hardy & Kris McQuade                     |
| 1982 | The Clinic                              | Dr. Eric Linden             | junto a Simon Burke, Gerda Nicolson & Rona McLeod                                                 |
| 1982 | Running on Empty                        | Fotógrafo                   | junto a Max Cullen, Richard Moir & Penne Hackforth-Jones                                          |
| 1982 | The Man from Snowy River                | Curly                       | junto a Kirk Douglas, Sigrid Thornton, Jack Thompson & Tony Bonner                                |
| 1982 | Heatwave                                | Peter Houseman              | junto a Judy Davis, Richard Moir, Bill Hunter & John Meillon                                      |
| 1982 | Attack Force Z                          | "Sparrer" Bird              | junto a Mel Gibson, Sam Neill, John Phillip Law & John Waters                                     |
| 1982 | With Prejudice                          | Rogerson                    | junto a Max Cullen, Richard Moir & Tony Barry                                                     |
| 1982 | Freedom                                 | Phil                        | junto a Charles Tingwell, Max Cullen & Reg Lye                                                    |
| 1981 | ...Maybe This Time                      | Vendedor                    | junto a Judy Morris, Bill Hunter & Lyn Collingwood                                                |
| 1980 | 'Breaker' Morant                        | Capitán Sharp               | junto a Edward Woodward, John Waters, Bryan Brown, Ray Meagher & Lewis Fitz-Gerald                |
| 1980 | Dead Man's Float                        | Thug                        | junto a Jacqui Gordon, Rick Ireland, Bill Hunter & Gus Mercurio                                   |
| 1979 | Kostas                                  | Martin                      | junto a Wendy Hughes, Kris McQuade, Tony Llewellyn-Jones, Graeme Blundell & Norman Kaye           |
| 1978 | In Search of Anna                       | Jerry                       | junto a Richard Moir, Judy Morris & Bill Hunter                                                   |
| 1978 | Newsfront                               | Chris Hewitt                | junto a Bill Hunter, Wendy Hughes, Bryan Brown, Drew Forsythe & Tony Barry                        |
| 1978 | A Good Thing Going                      | Terry                       | junto a Veronica Lang, Miles Buchanan, Beth Buchanan & Simone Buchanan                            |
| 1977 | Out of It                               | Warren                      | junto a Glenn Mason, George Spartels, Martin Harris & Terry Camilleri                             |
| 1976 | Deathcheaters                           | Carnicero                   | junto a John Hargreaves, Drew Forsythe, Grant Page & Margaret Gerard                              |
| 1976 | The Trespassers                         | Sandy                       | junto a Judy Morris, Briony Behets, Peter Carmody & Max Gillies                                   |
| 1975 | Ivanhoe                                 | -                           | junto a Alistair Duncan, Barbara Frawley, Mark Kelly & John Llewellyn                             |
| 1975 | The Removalists                         | Rob                         | junto a Peter Cummins, Jacki Weaver & Kate Fitzpatrick                                            |
| 1975 | The Great MacArthy                      | Warburton                   | junto a Judy Morris, Barry Humphries, Max Gillies & John Jarratt                                  |
| 1974 | The Cars That Ate Paris                 | Darryl                      | junto a John Meillon, Terry Camilleri, Max Gillies, Danny Adcock, Bruce Spence & Melissa Jaffer   |
| 1974 | Essington                               | Squires                     | junto a Jacqueline Kott, Sandra McGregor, Cornelia Frances, Melissa Jaffer & Drew Forsythe        |

- Productor & Escritor.:

| Año  | Serie/Película/Documental      | Notas                            |
| ---- | ------------------------------ | -------------------------------- |
| 2001 | The Diaries of Vaslav Nijinsky | asistente del director & manager |
| 1991 | The Media Project              | productor                        |
| 1989 | Island                         | asistente del técnico de luz     |
| 1986 | Malcolm                        | manager                          |
| 1976 | Alvin Purple                   | escritor - episodio "Ciao Alvin" |

### Teatro[6]
| Año        | Obra                              | Personaje    | Director (a)     | Teatro                  | Notas                                                                   |
| ---------- | --------------------------------- | ------------ | ---------------- | ----------------------- | ----------------------------------------------------------------------- |
| 2010       | Hippolytos Raised                 | -            | -                | Roundhouse Theatre      | junto a Travis Ash, Stephanie Bennett, Charlotte Green & Pierce Wilcox  |
| 2010       | Quack                             | -            | Chris Mead       | Stables Theatre         | junto a Jeanette Cronin, Charlie Garber & Aimee Horne                   |
| 2008       | Cat on a Hot Tin Roof             | -            | Gale Edwards     | Victorian Arts Centre   | junto a Martin Henderson, Gary Files, Essie Davis & Rebekah Stone       |
| 2004       | Victory                           | -            | Judy Davis       | -                       | junto a Peter Carroll, Judy Davis, Marta Dusseldorp & Colin Friels      |
| 2000       | A Cheery Soul                     | -            | Neil Armfield    | Drama Theatre           | junto a Vanessa Downing, Rohan Nichol, Robyn Nevin & Geoff Morrell      |
| 1997       | Black Mary                        | Fred Britten | Angela Chaplin   | Wilson Street           | junto a Lillian Crombie, Jerome Ehlers, Margaret Harvey & Irma Woods    |
| 1993-1994  | The Rise and Fall of Little Voice | -            | Wayne Harrison   | Playhouse Theatre       | junto a Magda Szubanski, Angela Toohey & Felix Williamson               |
| 1993       | Summer of the Aliens              | -            | Angela Chaplin   | Wharf Theatre           | junto a Toni Collette, Penny Cook & Damon Herriman                      |
| 1980       | She'll Be Right                   | -            | Chris Haywood    | -                       | junto a Laurence Bettarel                                               |
| 1977       | Going Home                        | -            | Richard Wherrett | Nimrod Upstairs Theatre | junto a Gary Day, James Elliott, Nancye Hayes & Catherine Wilkin        |
| 1975       | The Ride Across Lake Constance    | -            | Richard Wherrett | -                       | junto a Christine Amor, Peter Carroll & Kate Fitzpatrick                |
| 1975       | Ginge's Last Stand                | -            | Kenneth Horler   | Nimrod Upstairs Theatre | junto a Peter Carroll, Bill Charlton, Kate Fitzpatrick & Robyn Nevin    |
| 1974       | My Foot, My Tutor                 | -            | Richard Wherrett | Nimrod Street Theatre   | junto a Peter Carroll                                                   |
| 1974       | Well Hung                         | -            | Kenneth Horler   | Nimrod Upstairs Theatre | junto a Peter Carroll, Peter Corbett & Tony Llewellyn-Jones             |
| 1974       | Kookaburra                        | -            | Richard Wherrett | -                       | junto a Peter Carroll, Maggie Dence, Robyn Nevin & Tony Llewellyn-Jones |
| 1973       | Kookaburra                        | -            | Simon Hopkinson  | Nimrod Upstairs Theatre | junto a Jenny Brown, Peg Christensen & Lloyd Cunnington                 |
| 1973       | Who?                              | -            | -                | VIC Theatre             | junto a Bill Garner & John Smythe                                       |
| 1973       | Jumpers                           | -            | Peter James      | Russell Street Theatre  | junto a David Clendinning, Peter Flett, Jonathan Hardy & John Wood      |
| 1973       | Kaspar                            | -            | Richard Wherrett | Nimrod Street Theatre   | junto a Lex Marinos, Berys Marsh, Philip Sayer & Andrew Sharp           |
| 1973       | The Dumb Waiter                   | -            | Charles Kemp     | -                       | junto a Max Gillies                                                     |
| 1973       | Tooth of Crime                    | -            | John Bell        | Nimrod Street Theatre   | junto a Michael Caton, Tony Llewellyn-Jones & Anna Volska               |
| 1971, 1972 | The Removalists                   | -            | John Bell        | Playbox Theatre         | junto a Martin Harris, Sandra MacGregor, Jacki Weaver & Janie Stewart   |
| 1972       | Housey                            | -            | Aarne Neeme      | Nimrod Street Theatre   | junto a Diane Craig, Max Cullen, Nick Enright & Barry Lovett            |
| 1972       | The Legend of King O'Malley       | -            | Richard Wherrett | Hunter Theatre          | junto a Elaine Cusick, Angus McLean & Jacki Weaver                      |
| 1971       | After Magritte                    | -            | Larry Eastwood   | Nimrod Street Theatre   | junto a Martin Harris, Max Phipps, Carole Skinner & Jacki Weaver        |

## Premios y nominaciones
| Año  | Categoría                                                                 | Premio             | Serie/Película     | Resultado |
| ---- | ------------------------------------------------------------------------- | ------------------ | ------------------ | --------- |
| 2000 | Best Performance by an Actor in a Guest Role in a Television Drama Series | AFI Award          | Stingers           | Ganó      |
| 1998 | Best Supporting Actor - Male                                              | FCCA Award         | Kiss or Kill       | Ganó      |
| 1997 | Best Performance by an Actor in a Supporting Role                         | AFI Award          | Kiss or Kill       | Nominado  |
| 1995 | Most Outstanding Actor                                                    | Silver Logie Award | Janus              | Ganó      |
| 1991 | Best Actor in a Supporting Role                                           | AFI Award          | Aya                | Nominado  |
| 1989 | Best Actor in a Lead Role                                                 | AFI Award          | Island             | Nominado  |
| 1989 | Best Actor in a Supporting Role                                           | AFI Award          | Emerald City       | Ganó      |
| 1985 | Best Actor in a Lead Role                                                 | AFI Award          | A Street to Die    | Ganó      |
| 1984 | Best Actor in a Lead Role                                                 | AFI Award          | Strikebound        | Nominado  |
| 1980 | Best Supporting Actor in a Miniserie/Telemovie                            | Logie Award        | A Good Thing Going | Ganó      |
| 1978 | Best Actor in a Supporting Role                                           | AFI Award          | Newsfront          | Nominado  |
| 1976 | Best Individual Performance by an Actor                                   | Logie Award        | Essington          | Ganó      |